# Adromischus alstonii
Adromischus alstonii (укр. Адроміскус Альстона) — сукулентна рослина з роду адроміскус родини товстолистові (Crassulaceae).

## Етимологія
Видова назва носить ім'я Едварда Гарвуда Альстона (англ. Edward Garwood Alston, 1861—1934), фермера і колекціонера рослин з Південної Африки.

## Морфологічні ознаки

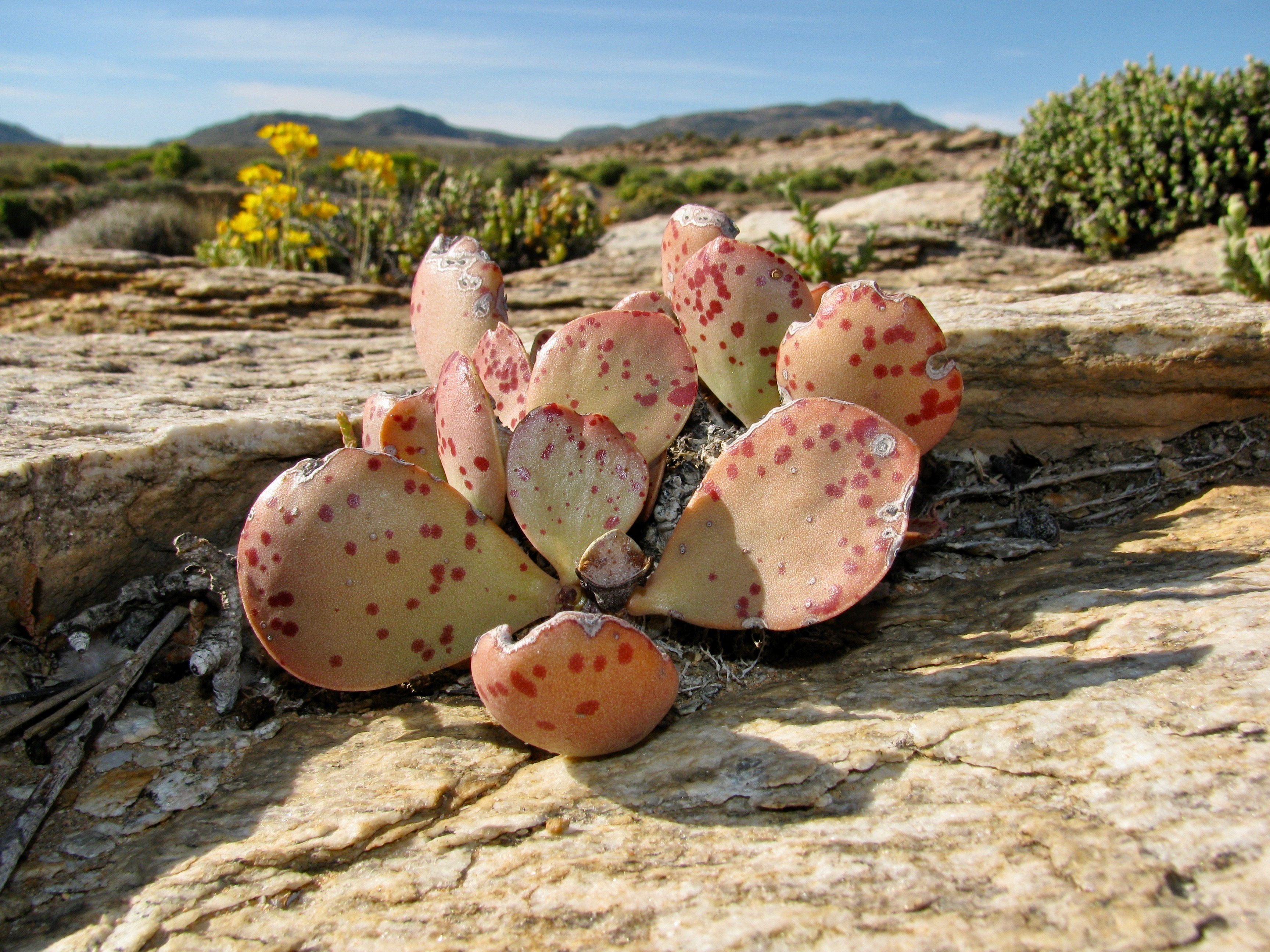
Adromischus alstonii в Намакваленді, Північнокапська провінція, ПАР

Багаторічні рослини з полягаючими або лежачими стеблами до 0,15 м завдовжки, часто сильно розгалужені, з волокнистим корінням. Листки зворготньоланцетні, рідше оберненояйцеподібні, від 30 до 110 мм завдовжки (зазвичай 40—80) та 20—35 (до 40) мм завширшки, клиноподібні, округлі з роговим краєм, зазвичай обмеженим у верхній частині, сіро-зелені і більш-менш вкриті фіолетовими плямами. Суцвіття колосоподібний щиток з 1,2 (-3)-квітковими цимами, 0,2—0,35 (до 0,5) м завдовжки, зелені до фіолетових з квітконіжками 1—2 (до 3) мм завдовжки. Бруньки спіральні, різко звужені до верхівки, розпростерті. Чашечка 1,5—2,5 мм завдовжки, сіро-зелена. Віночок з циліндричною трубкою 9—12 мм завдовжки, зелений з більш-менш коричневим відтінком; частки широко трикутні, 1,5—2,5 мм завдовжки, гостроподібні, шорсткі, без трихом, від білого до блідо-рожевого кольору. Пильовики висунуті. Луска квадратна, рідше поперечно-видовжена, 0,9—1,1 мм завдовжки та завширшки, з вирізом.

## Поширення

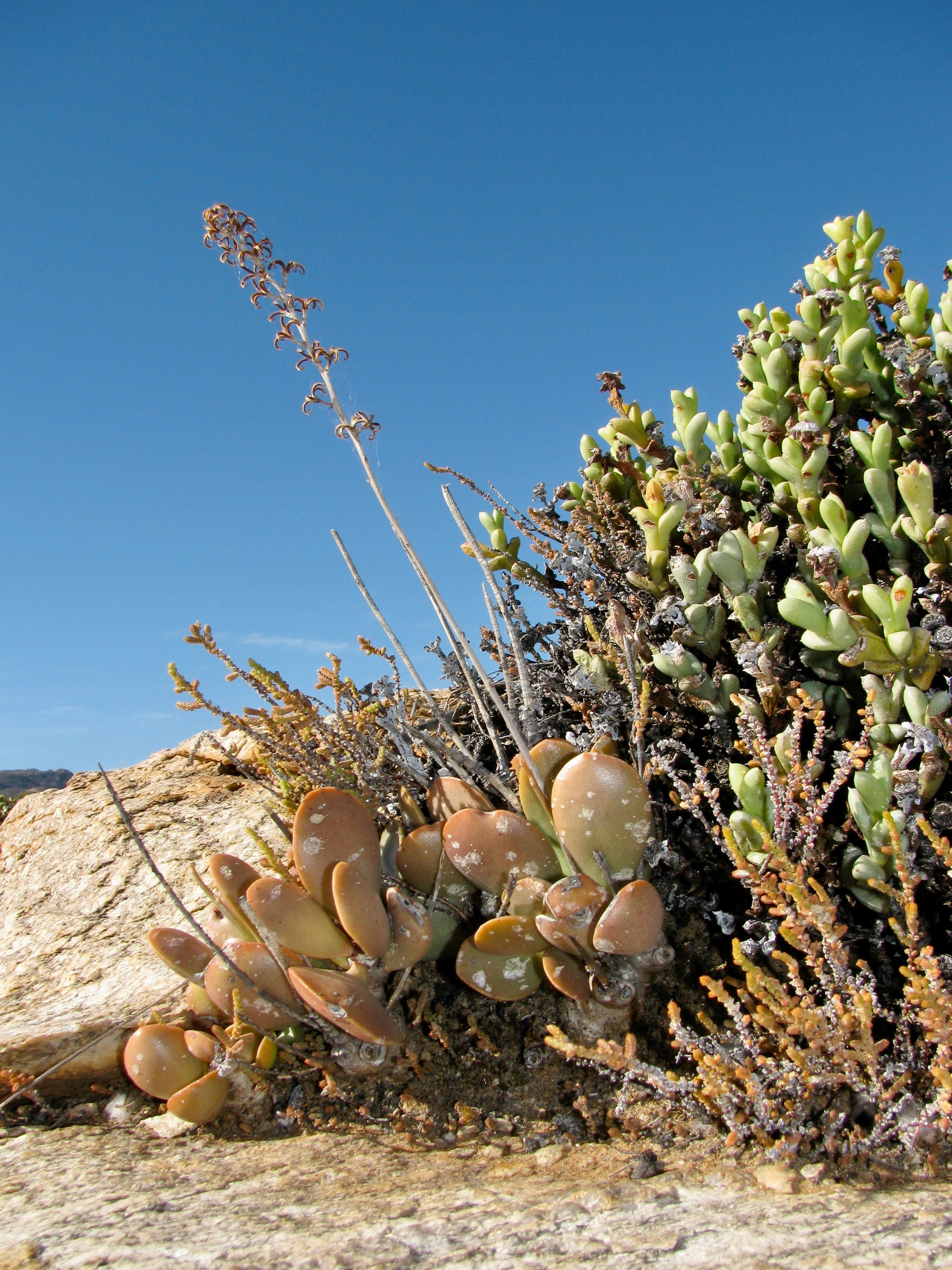
Adromischus alstonii

Поширений від Південної Намібії на південь через Ріхтерсвельд і Намакваленд до Гаріса.

## Середовище проживання та екологія
Основне місце існування — пустеля Кару. Мешкає в ущелинах скель і захищених місцях під кущами на нижніх схилах, часто пов'язаний з виходами гірських порід.

## Природоохоронний статус
Adromischus alstonii входить до Червоного списку рослин Південно-Африканської Республіки (англ. Red List of South African Plants) зі статусом Види в найменшій загрозі.

## Варіації
Найпоширеніший вид у Намакваленді, який демонструє деякі місцеві варіації довжини стебел і кількості розгалужень, розміру та форми листя, а також кількості та інтенсивності фіолетових плям на них. Це дуже міцна рослина з плоским листям.